# Comuna de Czechowice-Dziedzice
Czechowice-Dziedzice (polaco: Gmina Czechowice-Dziedzice) é uma gminy (comuna) na Polónia, na voivodia de Santa Cruz e no condado de Bielski. A sede do condado é a cidade de Zabrzeg.
De acordo com os censos de 2004, a comuna tem 43 195 habitantes, com uma densidade 651,7 hab/km².

## Área
Estende-se por uma área de 66,28 km², incluindo:
- área agricola: 53%
- área florestal: 15%

## Demografia
Dados de 30 de Junho 2004:
|                      | Total   | Total | Mulheres | Mulheres | Homens  | Homens |
| -------------------- | ------- | ----- | -------- | -------- | ------- | ------ |
|                      | pessoas | %     | pessoas  | %        | pessoas | %      |
| População            | 43 195  | 100   | 22 386   | 51,8     | 20 809  | 48,2   |
| Densidade (pop./km²) | 651,7   | 100   | 337,7    | 337,7    | 314     | 314    |

De acordo com dados de 2002, o rendimento médio per capita ascendia a 1590,49 zł.

## Comunas vizinhas
- Bestwina, Bielsko-Biała, Chybie, Goczałkowice-Zdrój, Jasienica, Pszczyna